# 朴清三
朴 清三（パク チョンサム、朝: 박 청삼、英: Park Chung-Sam、1946年11月9日 -　）は韓国の柔道家。階級は軽量級。身長164cm。

## 人物
1964年の東京オリンピック軽量級では準々決勝で敗れて5位に終わりメダルを獲得できなかった。1967年にソルトレイクシティーで開催された世界選手権軽中量級では湊谷弘に掬投で敗れたが銅メダルを獲得した。日本の法政大学に留学していたことからユニバーシアードに出場して、決勝では山崎祐次郎と対戦した。背負投が得意同士の一戦として注目されたが、山崎に背負い投げで2度技ありを取られて敗れた。団体戦でも2位だった。

## 主な戦績
- 1964年 - 東京オリンピック　軽量級　5位
- 1967年 - 世界選手権　軽中量級　3位
- 1967年 - ユニバーシアード　軽中量級　2位　団体戦　2位

(出典)。